# Pomnik Iwana Czerniachowskiego w Pieniężnie
Pomnik Iwana Czerniachowskiego w Pieniężnie – nieistniejący pomnik znajdujący się do września 2015 roku w Pieniężnie, w powiecie braniewskim, w województwie warmińsko-mazurskim.
Pomnik powstał w 1971 dla upamiętnienia radzieckiego dowódcy wojskowego gen. Iwana Daniłowicza Czerniachowskiego w pobliżu miejsca, gdzie został on śmiertelnie ranny podczas operacji wschodniopruskiej w lutym 1945 roku. Projektantem był rzeźbiarz Hubert Maciejczyk, a uroczyste odsłonięcie nastąpiło 22 lipca 1971.  
31 stycznia 2014 roku lokalne władze postanowiły zburzyć pomnik, uzasadniając to tym, że jest on dla Polaków symbolem komunizmu, totalitaryzmu i sowietyzacji. Inicjatywę samorządową poparła Rada Ochrony Pamięci Walk i Męczeństwa, która zaproponowała stronie rosyjskiej przeniesienie pomnika na teren obwodu królewieckiego. Propozycja ta wywołała protesty strony rosyjskiej, między innymi Ambasady Federacji Rosyjskiej w Warszawie, która skrytykowała propozycję jako nieuzasadnioną, a także rosyjskiego MSZ. W obronie pomnika pikietowało również w Moskwie kilkanaście osób przed Ambasadą RP. W lutym 2014 roku grupa Rosjan samowolnie odnowiła pomnik, a 18 lutego pod pomnikiem odbyła się uroczystość upamiętnienia 69. rocznicy śmierci gen. Iwana Czerniachowskiego zorganizowana przez Rosjan. W maju 2014 roku pomnik został zdewastowany przez nieznanych sprawców, którzy namalowali na monumencie czerwoną farbą Znak Polski Walczącej i napis Precz z komuną. W tym samym okresie pod pomnikiem pikietowali również członkowie stowarzyszenia Solidarni 2010, żądając jego usunięcia. Inicjatywę likwidacji lub przeniesienia pomnika poparł także prezes Prawa i Sprawiedliwości Jarosław Kaczyński.  
W 2015 roku burmistrz Pieniężna – Kazimierz Kiejdo wystąpił do starostwa powiatowego w Braniewie z wnioskiem o rozbiórkę pomnika zgodnie z uchwałą rady miejskiej w Pieniężnie ze stycznia 2014 roku. Wniosek poparło również Ministerstwo Kultury i Dziedzictwa Narodowego oraz Rada Ochrony Pamięci Walki i Męczeństwa. 15 czerwca 2015 roku starosta braniewski Leszek Dziąg wydał zgodę na rozbiórkę pomnika. Decyzję starosty skrytykowało między innymi rosyjskie Ministerstwo Spraw Zagranicznych, ambasada Federacji Rosyjskiej w RP oraz przewodniczący rosyjskiej Dumy Państwowej Siergiej Naryszkin. Rozbiórkę pomnika rozpoczęto 17 września 2015 roku – symbolicznie w 76. rocznicę agresji ZSRR na Polskę we wrześniu 1939 roku, a samego skucia medalionu z podobizną gen. Czerniachowskiego dokonał działacz opozycji demokratycznej w okresie PRL – Władysław Kałudziński. Medalion z popiersiem zdeponowano w gminnym magazynie. W kwietniu 2016 r. medalion przekazano dyrektorowi Biura Edukacji Publicznej Instytutu Pamięci Narodowej Andrzejowi Zawistowskiemu.
W 2023 roku odbyła się uroczystość odsłonięcia i poświęcenia krzyża wraz z tablicą poświęconą "Ofiarom I oraz II wojny światowej. Ofiarom nazizmu i komunizmu" w miejscu gdzie dawniej stał usunięty pomnik.